# Ödön Mihalovich

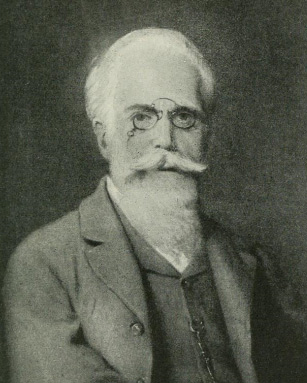

Ödön Mihalovich (ook: Edmund (von) Mihalovich, Fericsánci, 13 september 1842 - Boedapest, 22 april 1929) was een Hongaars componist, pianist, muziekpublicist en muziekpedagoog.
Mihalovich werd geboren uit een adellijke familie in West-Slavonië (zijn geboorteplaats ligt thans in Kroatië). Hij studeerde vanaf 1855 in Boedapest bij Mihály Mosonyi en vanaf 1865 in Leipzig bij Moritz Hauptmann. In München, waar hij lessen volgde bij Peter Cornelius, leerde hij Richard Wagner kennen. Onder diens invloed richtte hij in 1872 in Boedapest een Wagnervereniging op, de nog steeds bestaande Richard Wagner Társaság.
Van 1887 tot 1919 was Mihalovich de opvolger van Franz Liszt als directeur van de Koninklijke Muziekacademie in Boedapest, de huidige Franz Liszt Muziekacademie, die onder zijn leiding internationale faam verwierf, doordat hij gerenommeerde musici aan de opleiding wist te binden. In 1907 nam hij bovendien zijn talentvolle jonge landgenoten Béla Bartók en Zoltán Kodály aan.
Als componist was Mihalovich in zijn tijd vooral bekend als operacomponist. Daarnaast schreef hij vier symfonieën, zeven symfonische gedichten, liederen en kamermuziek. Hij geldt als een typische Wagner-epigoon.
Van Mihalovich is correspondentie bewaard gebleven met Franz Liszt, met wie hij samen optrad, met Gustav Mahler, die hij bewonderde en steunde toen deze in Boedapest werkzaam was, en met Mathilde Wesendonck, Wagners muze, van wie hij enkele gedichten toonzette.
- Gemeinsame Normdatei: 130234052
- International Standard Name Identifier: 0000 0001 0986 8103
- Library of Congress Control Number: no2018129717
- MusicBrainz: b4a90c29-278e-4524-96f3-dfde08a9cb3f
- Réseau des bibliothèques de Suisse occidentale: 02-A025996629
- Système universitaire de documentation: 24386292X
- Virtual International Authority File: 72494031
- WorldCat: E39PBJdgXgyRHhhdvgtCVcP4v3